# Robert Kubica
Robert Józef Kubica (lengyel kiejtéssel: [ˈrɔbɛrt kuˈbit͡sa]); (Krakkó, 1984. december 7. –) az első lengyel Formula–1-es versenyző, 2006 és 2009 között a BMW Sauber csapatának pilótája volt. A 2010-es idényben a Renault-nál folytatta pályafutását. 2008-ban ő lett az első közép- és kelet-európai versenyző, aki Formula–1-es futamot nyert, miután elsőként intették le a 2008-as kanadai nagydíjon. Pályafutása során tizenkét alkalommal állt dobogón, és egy futamgyőzelemmel rendelkezik. Legjobb világbajnoki eredménye a 2008-ban elért 4. helyezése volt (ekkor csupán a futamgyőzelmek számának különbsége miatt csúszott le a 3. helyről).
2011. február 6-án életveszélyes sérüléseket szenvedett egy olaszországi ralibalesetben a Ronde di Andora elnevezésű versenyen. Jobb karját majd hogy nem teljes egészében levágta a szétroncsolódott karosszéria. Ezt követően raliversenyeken vett részt, és bár a La Gazzetta dello Sportnak úgy nyilatkozott, hogy minél hamarabb vissza szeretne térni a királykategóriába és felépülése is mindvégig jó ütemben haladt, súlyosan rongálódott jobb kezének állapota miatt ki kellett hagynia a teljes 2011-es évadot, és sokáig nem sikerült visszatérnie a Formula–1-be. Egy későbbi interjúban ő maga is elismerte, hogy egészségi állapota miatt ez „szinte lehetetlen”.
2012 szeptemberében kisebb olasz ralifutamokon vett részt  és ez év végén megkapta a Top Gear újság "Év embere 2012" címét. 2013-ban egy Citroën volánja mögött elindult a Rali-világbajnokság WRC-2-es kategóriájában és rajthoz állt az Európa-bajnoki futamokon is. 2014-ben a WRC-2 bajnoki címét meg is szerezte, következő lépésként pedig egy Ford Fiesta RS WRC-vel elindult a világbajnokság legmagasabb kategóriájában a M-Sport World Rally Team csapat pilótájaként. 2016-ban elindult sportautó sorozatokban is, ekkor a Renault Sport Trophy elnevezésű sorozatban próbálta ki magát.
2017-ben tesztlehetőséget kapott a Renault Formula–1-es csapatától a Hungaroringen zajló gumiteszten.
A 2018-as idényre a Williams tesztpilótája lett, és 2018 novemberében hivatalossá vált, hogy a 2019-es szezonban kilenc évnyi kihagyást követően a Williams versenyzőjeként tért vissza a Formula–1-be. 2020-tól az Alfa Romeo F1 tartalékpilótája volt.

## Pályafutása

### Gokart
Robert 1995-ben kezdett el gokartozni. 1995-ben, 1996-ban és 1997-ben is megnyerte a korosztályos lengyel bajnokságot. 1998-ban Európában második, Olaszországban és Monacóban első lett. 1999-ben Olaszországban és Monacóban is újra nyert. 2000-ben, utolsó gokartos szezonjában az európai és a világkupában is negyedik lett.

### Alacsonyabb Formula-osztályok
Profi karrierjét 2000-ben a Formula Renault tesztpilótájaként kezdte. Már első évadjában megszerezte élete első pole-pozícióját. 2002-ben 4 győzelmet és egy 2. helyet sikerült elérnie, valamint 7. lett a Formula Renault Európa Kupán. Az év végén a brazil futamon Interlagosban fölényes győzelmet aratott.
A Formula-Renault után 2003-ban a Formula Three Euro Series következett. Bemutatkozása azonban késett, mivel egy közúti balesetben eltört a karja. Elhalasztott debütálása alkalmával karjában egy műanyag kapoccsal és 18 titán szeggel megnyerte a futamot. Az évadot a 12. helyen zárta. 2004-ben a gyári Mercedes csapattal 7. lett.
2005-ben az Epsilon Euskadi csapat versenyzőjeként megnyerte a World Series by Renault sorozatot, amit Formula–1 tesztelési lehetőséggel jutalmaztak.

### A Formula–1-ben

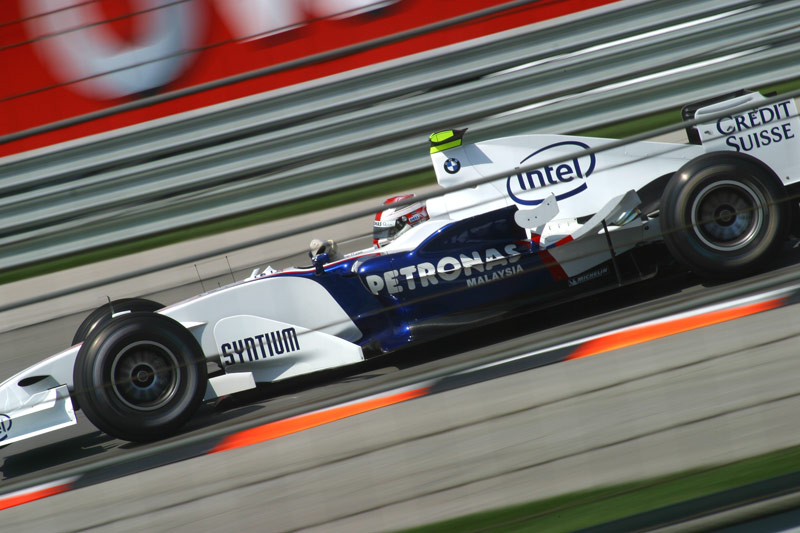
A 2006-os amerikai nagydíjon

2005. december 1-jén a Renault-nál tesztelt. Ezt jutalomként kapta a World Series by Renault sorozat megnyeréséért. A BMW Sauber december 20-án jelentette be a lengyel versenyző leszerződtetését. Kubica a csapat harmadik pilótája lett a 2006-os szerzonra. Fő feladata a BMW versenyautóinak tesztelése volt, valamint harmadik pilótaként részt vett a futamok előtti pénteki hivatalos szabadedzéseken.

#### 2006
Év közben a BMW Sauber Jacques Villeneuve-vel szerződést bontott, helyére pedig Kubicát ültették be. Első versenyén, a magyar nagydíjon 7. lett, de utólag kizárták, mivel a futam utáni mérlegelésen a versenyautó és a versenyző összsúlya 2 kilogrammal kisebb volt a megengedettnél. Harmadik versenyén, Olaszországban már 3. helyezettként dobogóra állhatott. Az évben már nem sikerült több pontot szereznie, így 6 ponttal a 16. helyen zárta az évet.

#### 2007

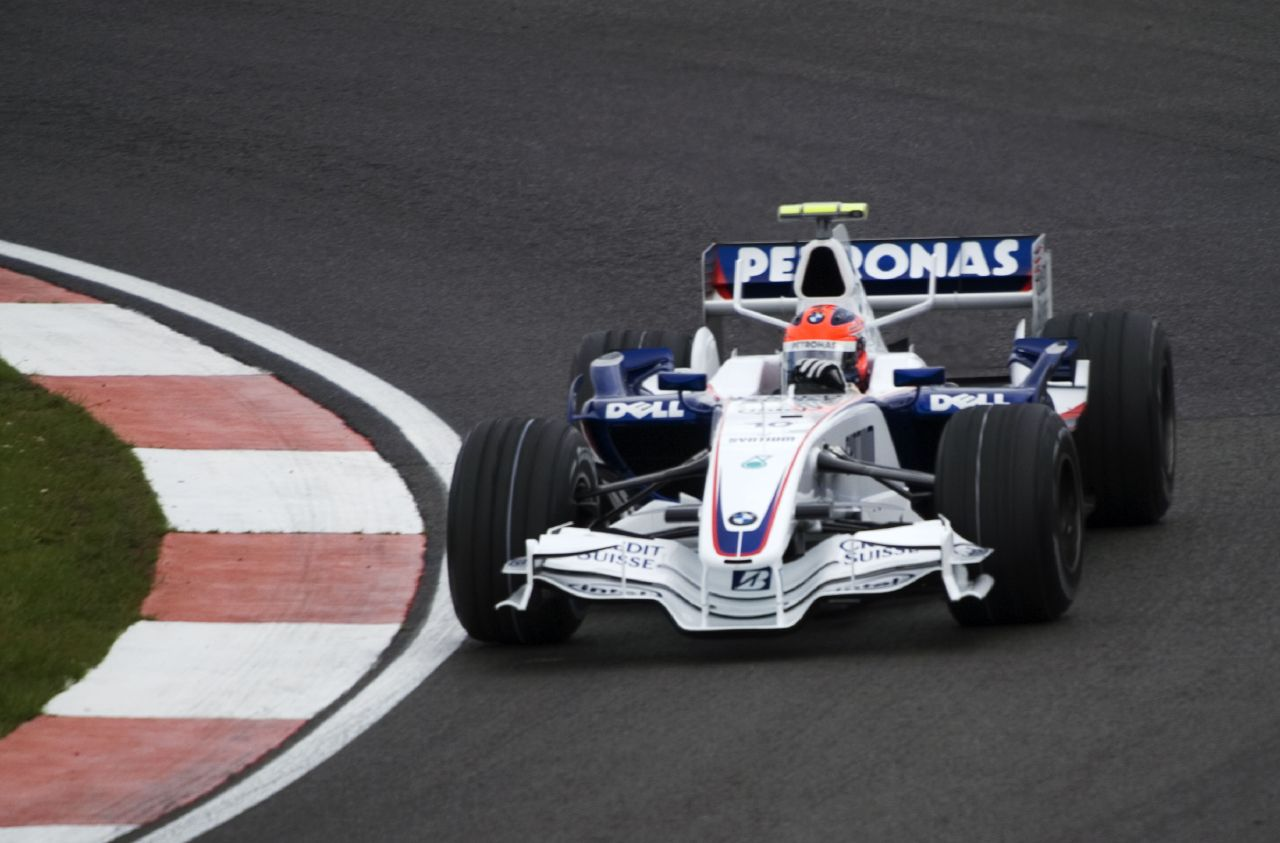
A 2007-es brit nagydíjon

2007-ben is a BMW Saubernél folytatta pályafutását. Legjobb helyezése a 4. hely volt: Spanyolországban, Franciaországban és Angliában is ebben a pozícióban végzett. Kanadában súlyos balesetet szenvedett, a teljesen összetört autóból azonban szinte sértetlenül emelték ki. Ennek ellenére a következő futamot Amerikában kihagyta. Helyette a mindössze 20 éves Sebastian Vettel versenyzett, és nyolcadikként egy pontot szerzett. Az évadot Kubica 39 ponttal zárta, és 6. lett a világbajnoki pontversenyben.

#### 2008
A 2008-as idényt is a BMW Sauber csapatnál kezdte meg. Az első futamon Ausztráliában a 2. helyről rajtolt, de a verseny során vesztett pozíciójából. Miután egy biztonsági autós időszak alatt Nakadzsima Kazuki hátulról beleütközött, Kubica kénytelen volt feladni a versenyt. Kadzukit a következő versenyen tízhelyes rajtbüntetéssel sújtották az eset miatt. Malajziában a hatodik helyről indulva sikerült másodikként végeznie, ami addigi legjobb eredménye volt. A bahreini nagydíjon megszerezte mind a saját, mind a BMW első pole-pozícióját. A versenyt a 3. helyen fejezte be, ezzel zsinórban másodszor végzett a dobogón, a BMW pedig átvette a vezetést a konstruktőr-világbajnokságban.
A spanyol nagydíj időmérő edzésén a 4. helyet szerezte meg, majd a versenyen is ugyanebben a pozícióban végzett. A török nagydíjon az 5. helyre sikerült bejutnia az időmérő edzésen, majd a versenyen ezen egy pozíciót javított. A futam elején a rajtnál beragadó Räikkönen előtt autózott, de a Ferrari versenyzője a boxban megelőzte. A nagydíj győztese, Massa hátrébb szorította a világbajnoki pontversenyben, a 4. helyre. A monacói nagydíj időmérésén ismét 5. lett. A rendkívül mozgalmas versenyen hosszú ideig az élen autózott, végül Lewis Hamilton mögött a 2. helyen ért célba.

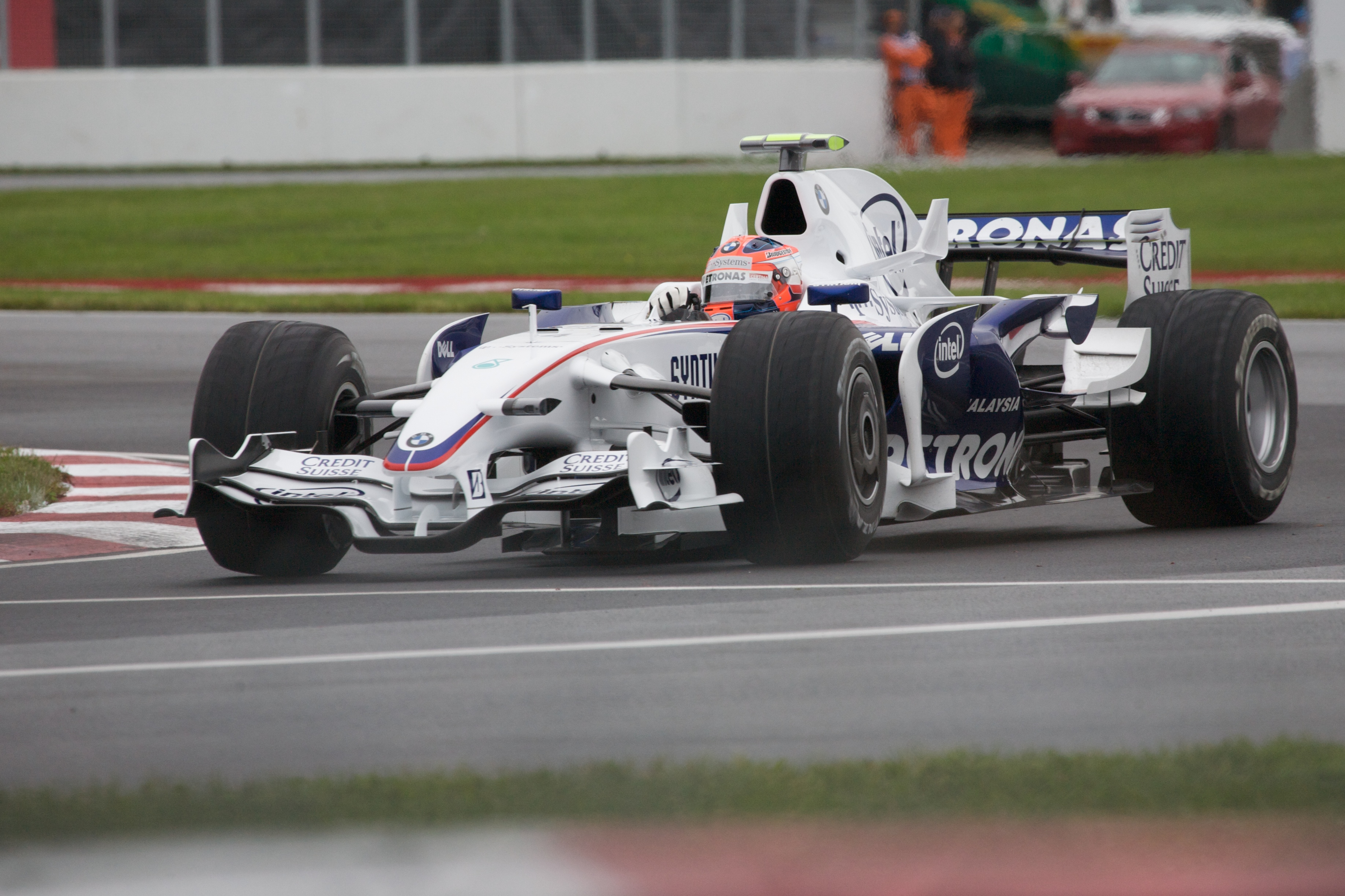
A 2008-as kanadai nagydíjon

A kanadai nagydíjon, miután Hamilton és Räikkönen összeütköztek a bokszutcában, Kubica megszerezte élete első futamgyőzelmét, és átvette a vezetést az egyéni világbajnokságban. Ezzel ő lett az első kelet-európai és első lengyel versenyző, aki Formula–1-es nagydíjat nyert. Franciaországban az időmérőn a 7. helyet szerezte meg, de Hamilton tíz helyes rajtbüntetése, valamint Kovalainen időmérő alatti szabálytalansága miatt az 5-ről kezdhette meg a futamot. A leintéskor ugyanebben a pozícióban volt, míg Massa futamgyőzelmével Kubica visszacsúszott a világbajnoki pontverseny 2. helyére két pont lemaradással. A brit nagydíj időmérő edzésének befejező szakaszában az autó műszaki problémája miatt nem tudott mért kört teljesíteni, így csupán a 10. rajtpozíciót sikerült megszereznie. Az utóbbi évek egyik legizgalmasabb futamán a zuhogó eső miatt rendkívül nehéz körülmények voltak, de Kubicának sikerült a 3. helyre feljönnie, ám végül kicsúszott a pályáról. A sóderágyba ragadt autóval nem tudott visszajönni a pályára, ezért fel kellett adnia a versenyt: így nem szerzett pontot, és a világbajnoki pontverseny 4. helyére csúszott vissza. 
A német nagydíj időmérő edzésén a 7. rajtpozíciót szerezte meg. A rajt után a 4. helyre tudott előre jönni, de a Timo Glock balesete utáni biztonsági autós szakaszból rosszul jött ki, végül hetedikként ért célba. A magyar nagydíjon a 4. helyről indult, de a versenyen nyolcadikként végzett. A európai nagydíjon, a valenciai utcai pályán a 3. pozícióbol rajtolt, amit a verseny végéig megőrzött, így öt futam után ismét dobogóra állhatott.

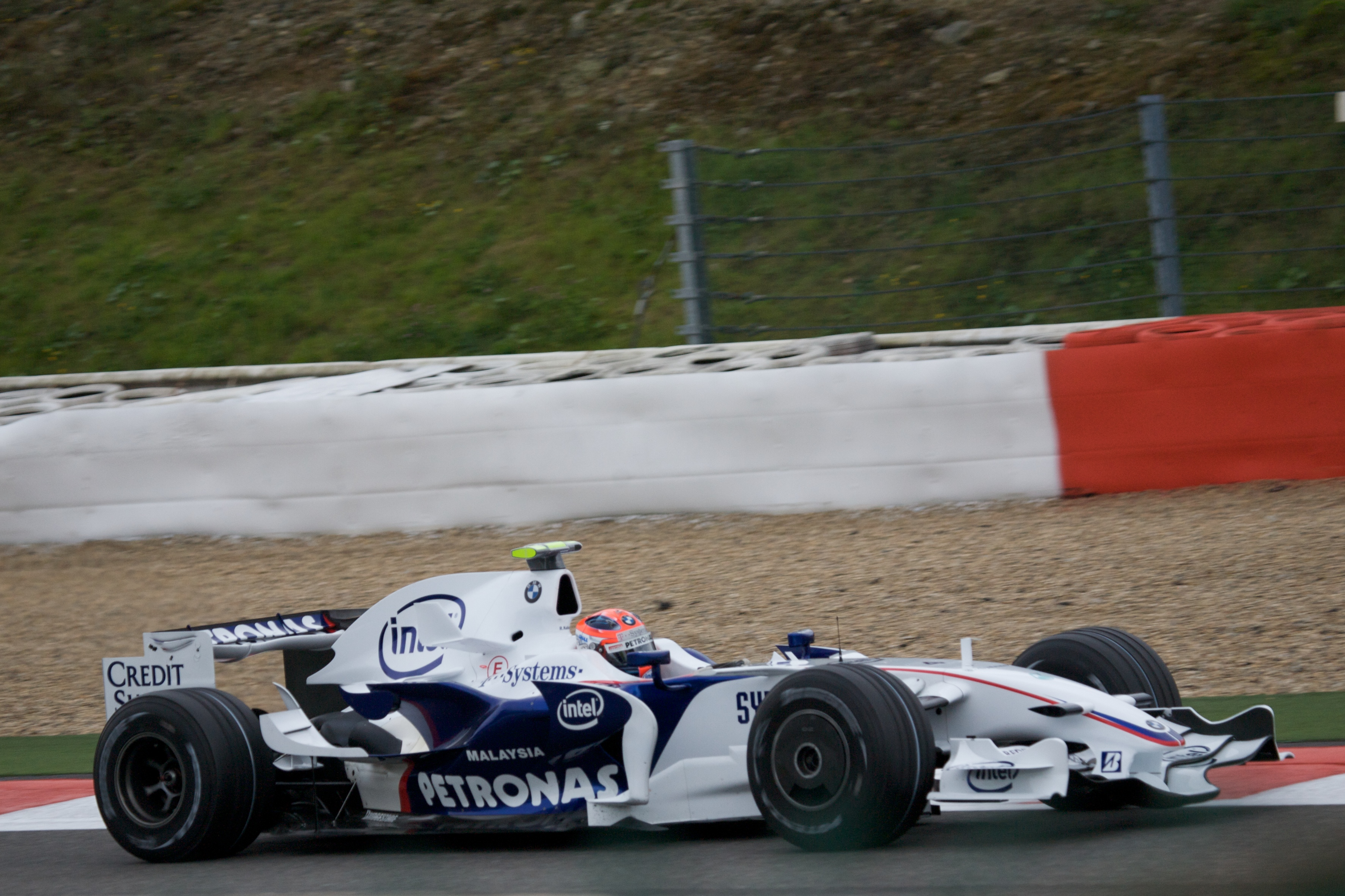
A 2008-as belga nagydíjon

A belga nagydíj időmérőjén csak a nyolcadik helyet sikerült megszereznie. A futamot, melynek utolsó három körében elkezdett esni az eső, ami összezilálta a sorrendet, végül hatodikként zárta. Ezzel ismét feljött a világbajnoki pontverseny 3. helyére, mivel Kimi Räikkönen az utolsó körben falnak csapódott, így nem szerzett pontot. Az olasz nagydíj időmérőjét zuhogó eső mellett rendezték meg, ami némileg összezavarta az erőviszonyokat. Kubica az edzés második szakaszában 21 századmásodperccel gyengébben teljesített Massánál, így tizenegyedikként nem jutott be a harmadik szakaszba, és ebből a pozícióból kezdte meg a vasárnapi futamot. A futamon jó versenyzést mutatva feljött a harmadik helyre, így ismét dobogóra állhatott. A szingapúri nagydíjon a 4. helyről indulhatott, de 10 másodperces büntetést kapott, amikor Piquet balesetekor behajtott a zárt bokszutcába. A versenyt a 11. helyen, pont nélkül fejezte be. Japánban hatodikként indulhatott, a versenyen pedig Fernando Alonso után 2. lett. A kínai nagydíj időmérőjén csak a 11. helyet sikerült megszereznie, ám az egyébként meglehetősen eseménytelen versenyen jól autózva a 6. helyre sikerült feljönnie. Brazíliában, az évadzárón az időmérő még rosszabbul sikerült: csupán 13. lett. Ezúttal a versenyen sem sikerült helyzetén érdemben javítania, a 11. helyen, körhátrányban és pont nélkül zárta a versenyt.
A 2008-as évet a 4. helyen zárta, 75 ponttal. Ezzel éppen hogy lemaradt a dobogóról, mivel Kimi Räikkönen azonos pontszámmal fejezte be a szezont, de több győzelmének köszönhetően előrébb sorolták.

#### 2009

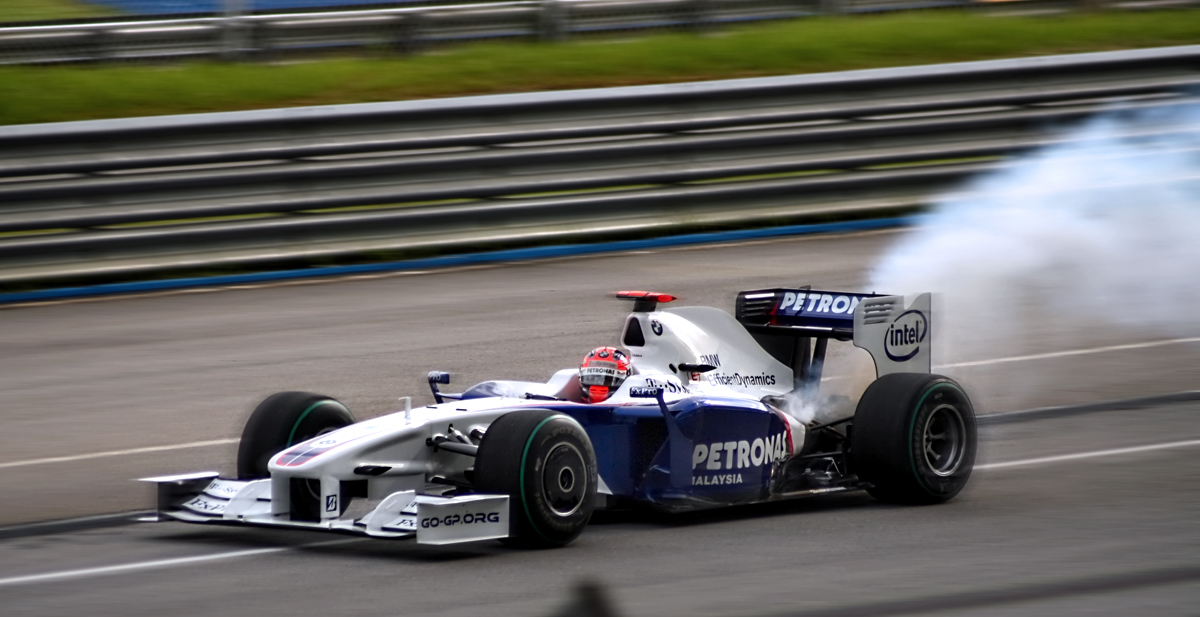
A 2009-es maláj nagydíj 2. körében, füstölő motorral, közvetlenül a lángok felcsapása előtt

A 2009-es idényt szintén a BMW Sauber csapat pilótájaként kezdte meg. A szezonnyitó ausztrál nagydíj időmérőjén a 4. rajtpozíciót szerezte meg. A verseny jelentős részében a 3–4. helyen haladt. A futam záró szakaszában az élen haladó Button és Vettel belassulása miatt győzelmi esélyei voltak, azonban három körrel a leintés előtt előzés közben összeütközött Vettellel, és mindketten feladni kényszerültek a versenyt. A maláj nagydíj időmérőjét a 8. helyen zárta, azonban Barrichello és Vettel rajtbüntetése miatt a versenyt hatodikként kezdhette meg. A futam második körében BMW-je motorja kigyulladt, így a versenyt feladni kényszerült. Kínában nem sikerült az időmérő edzés második szakaszába bejutnia, a versenyt a 17. helyről kezdhette meg, de csak a boxutcából indult a mezőny után. A mindvégig esős verseny egy pontján a vizes aszfalton felúszott az autója, és hátulról nekiütközött Trullinak, akinek fel kellett adnia a versenyt. Kubica végül tizenharmadikként ért célba – az idény során első alkalommal sikerült versenyt befejeznie. A bahreini nagydíjon a BMW Sauber egyáltalán nem volt versenyképes. Kubica az időmérőn 13. lett, a versenyen rajt után nem sokkal csapattársa, Nick Heidfeld nekiütközött, ezután mindkettejüknek ki kellett jönnie a boxba új első vezetőszárnyért, így a mezőny legvégére kerültek. Innen sem sikerült előrébb kerülniük. Kubica körhátrányban, 18. helyen zárta a futamot.

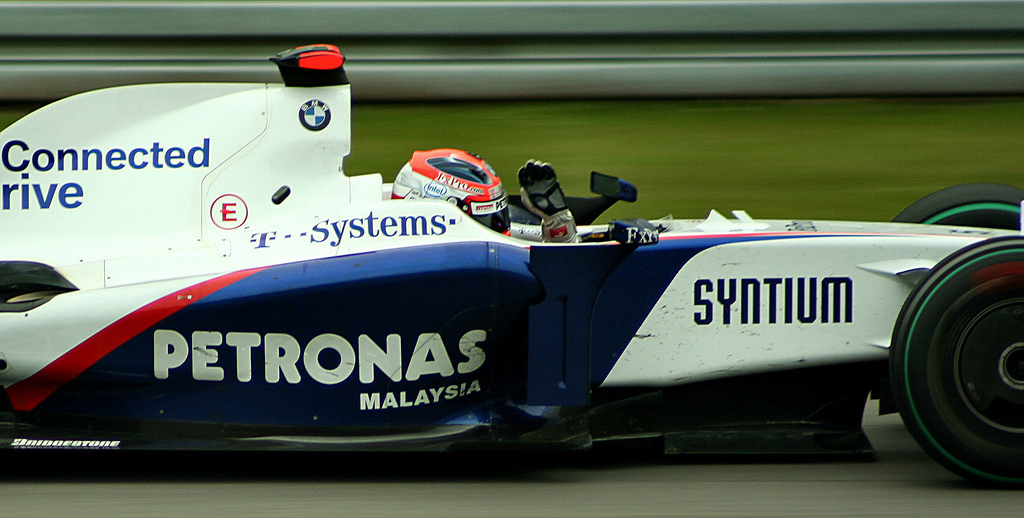
A 2009-es német nagydíjon

A spanyol nagydíj időmérőjén a 10. helyet szerezte meg, a versenyt pedig tizenegyedikként zárta. Monacóban az időmérőn 18. lett, de Hamilton váltócsere miatti büntetése következtében egy hellyel előbbről indulhatott. A versenyen egy boxkiállásos taktikával indult el, jó tempóban autózott, azonban a 30. körben fékhiba miatt kénytelen volt feladni a versenyt. A török nagydíjra új aerodinamikai csomaggal érkezett a BMW, ennek részeként új, kétszintű diffúzort szereltek be az autóba. Ezzel érezhetően javult a csapat versenyképessége – az időmérő edzésen Kubicának sikerült bejutnia a Q3-ba, végül a 10. helyet szerezte meg. A futamon a 7. pozícióba sikerült előre lépnie, így megszerezte szezonbeli első két pontját. A brit nagydíj ismét a BMW visszaesését hozta. Kubica az időmérőn 12., a futamon 13. lett.
A Formula–1-ben debütáló abu-dzabi nagydíj időmérőjén a 8. időt autózta, de Heikki Kovalainen rajtbüntetése miatt egy hellyel előrébb jött a rajtrácson. A futam nagy részén pontszerző helyen haladt, de miután egy előzési kísérlet során autója összeért Sébastien Buemi járművével, megpördült, és a 10. helyre csúszott vissza. Végül a versenyt is ebben a pozícióban zárta.
A BMW Sauber számára összességében igen gyenge 2009-es évet Kubica a 14. helyen zárta, 17 ponttal.

#### 2010

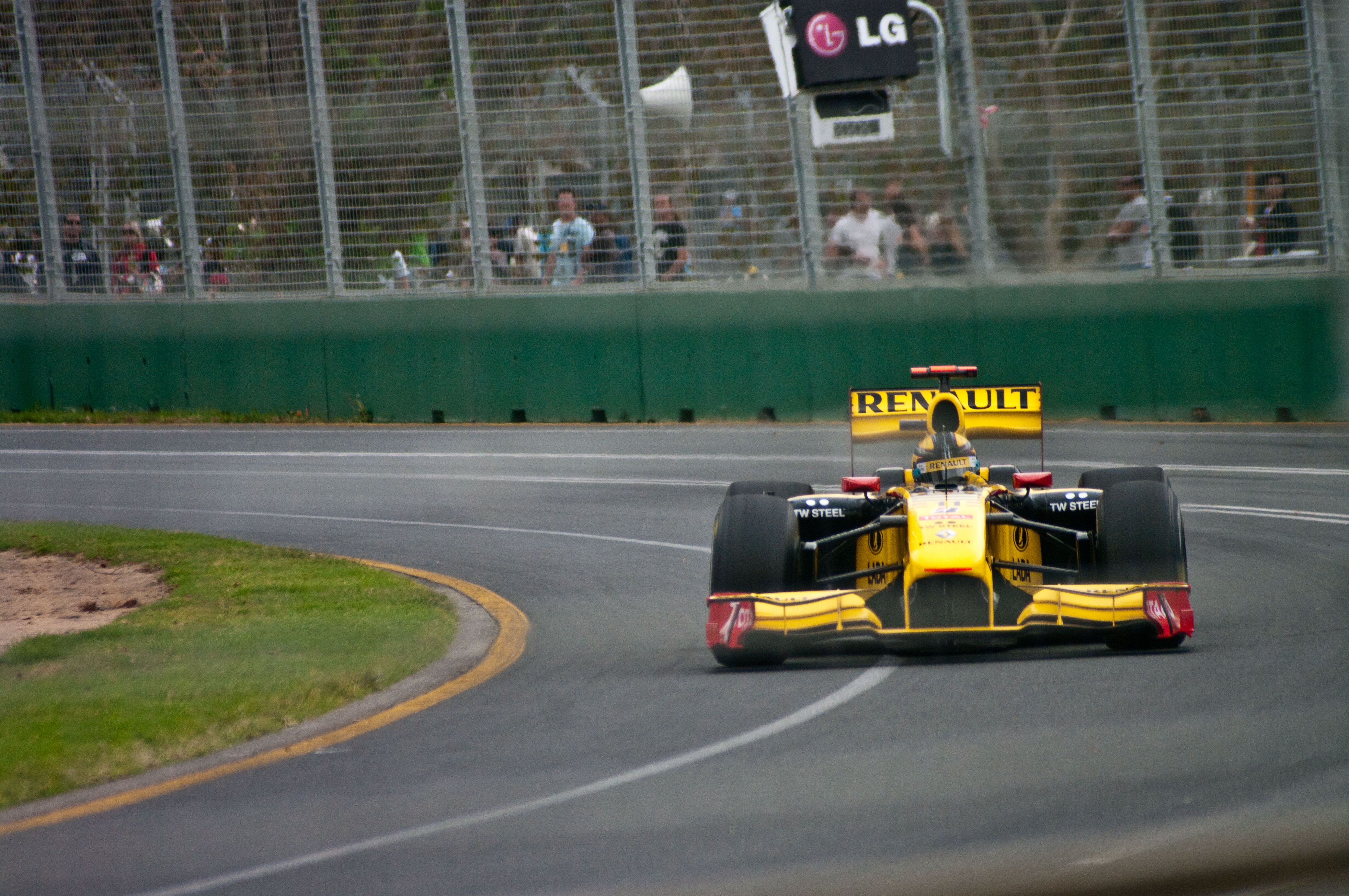
A 2010-es ausztrál nagydíjon

A Renault Formula–1-es csapata 2009. október 7-én bejelentette, hogy a csapattól távozó kétszeres világbajnok, Fernando Alonso helyét 2010-től Kubica veszi át. A szezonnyitó bahreini nagydíj időmérőjén a 9. helyet sikerült megszereznie. A verseny rajtját követően, a Mark Webber autójából felcsapó füstfelhő hatására kialakult kavarodásban Adrian Sutil nekiütközött, mindkét autó megpördült, és Kubica visszaesett a 21. helyre. Innen fokozatosan a 11. pozícióig sikerült előrelépnie, és a versenyt is itt fejezte be. Ausztráliában az időmérőn megszerzett 9. helyről a rajtnál a 4. pozícióba jött elő, majd sikerült megszereznie a 2. helyet. Közel 50 körön keresztül a lágy keverékű gumiabronccsal autózva, és visszaverve Hamilton, majd Massa folyamatos támadási kísérleteit, sikerült is megőriznie a dobogó második fokát. A maláj nagydíj időmérő edzése erős esőzéseket és rendkívüli izgalmakat hozott; Kubica a 6. lett. A verseny rajtjánál a 4. helyre sikerült előre jönnie, és a futam leintésekor is ebben a pozícióban volt. A kínai nagydíjon Kubica a ruházatára erősített fekete szalaggal, és feltehetőleg díszítés nélküli fekete bukósisak viselésével fejezi ki részvétét a 96 halálos áldozattal (köztük Lech Kaczyński köztársasági elnökkel, valamint a lengyel politikai és katonai vezetőség számos tagjával) járó, 2010. április 10-én bekövetkezett szmolenszki légikatasztrófa miatt. A szombati időmérő edzésen a 8. rajtpozíciót sikerült kiharcolnia. A vasárnapi esős futam sok előzést és izgalmat hozott; Kubica hosszú ideig a 3. helyen autózott, végül 5. lett. A spanyol nagydíj időmérőjén 7. lett, a versenyt a 8. helyen fejezte be. Monacóban az időmérőn a 2. rajthelyet sikerült megszereznie, így a futamon Webber mellől, az első sorból indulhat. A rajtnál a pálya poros oldaláról indulva kipörgött a kereke, ezt az alkalmat kihasználva Vettelnek sikerült megelőznie. Az első kanyarban Kubica így a 3. helyen tudott elfordulni, ezt a pozíciót pedig a négy biztonsági autós szakasszal megszakított versenyen mindvégig sikerült megőriznie. A török nagydíj időmérőjén a 7. helyet szerezte meg.

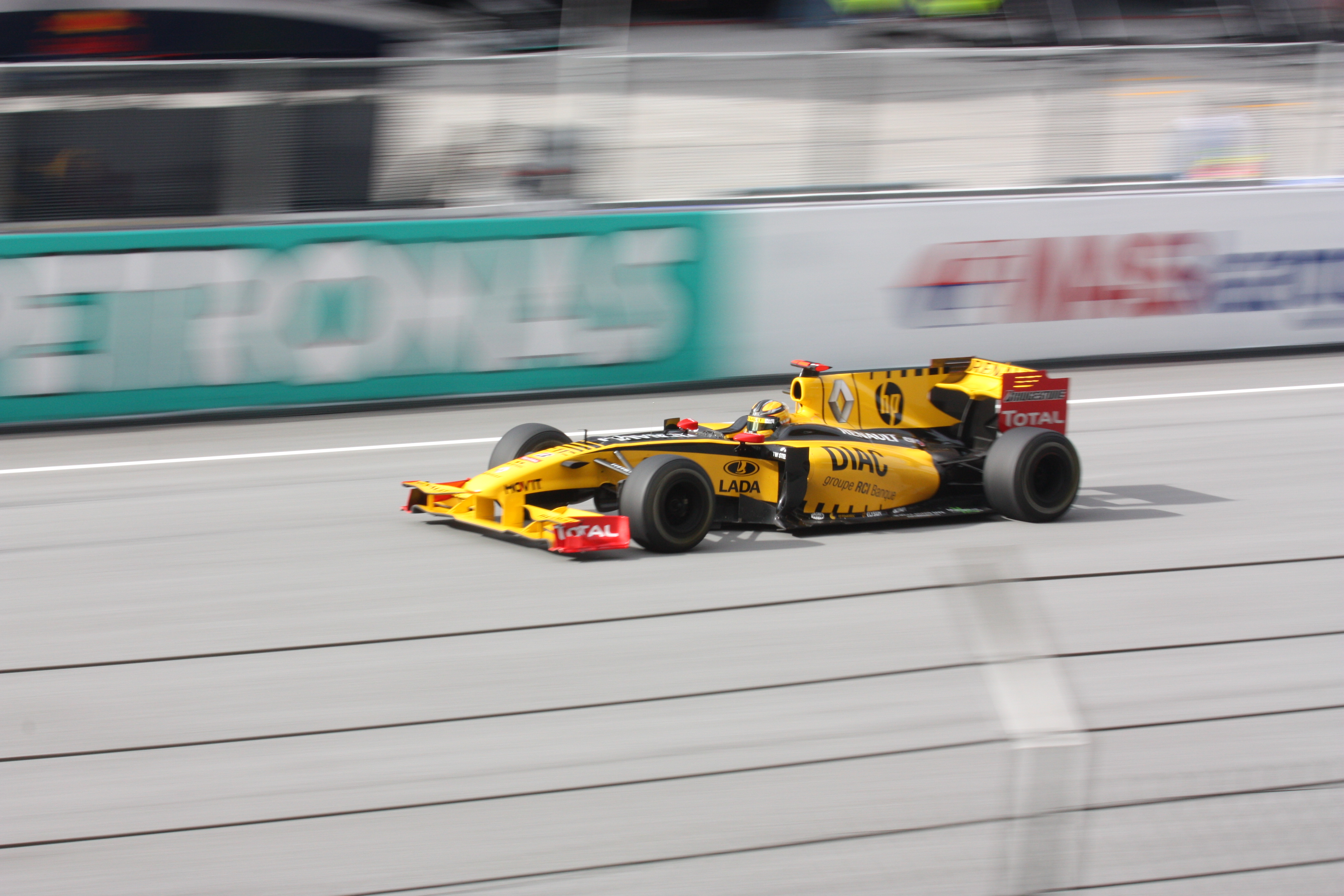
A 2010-es maláj nagydíjon

A brit nagydíj időmérőjén a 6. legjobb időt autózta. A futamon jó rajtjának köszönhetően feljött a 3. helyre, később azonban a kerékcserét követően Rosberg bejött elé, majd egy szabálytalanság révén Alonso is megelőzte, így az 5. helyre csúszott vissza. Innen műszaki probléma miatt kiállni kényszerült, ezért a versenyt nem tudta befejezni. Ezzel tizenháromnál megszakadt az egymást követő befejezett futamokat illető egyéni rekordsorozata.

#### 2011
A 2011-es évet a Lotus Renault GP színeiben kezdte meg, csapattársa Vitalij Petrov maradt. A csapat új autóját, a Renault R31-et, először Valenciában tesztelte, február 2-án. A teszt utolsó napján ő érte el a legjobb időt.
2011. február 6-án az olaszországi Ronde di Andora raliversenyen egy Škoda Fabia S2000-t vezetve letért az útról, és nagy sebességgel egy sziklának ment, majd szalagkorlátnak ütközött. A balesetben életveszélyes sérüléseket szenvedett, több helyen eltört a jobb lába, a jobb karja és keze pedig rendkívül súlyosan összezúzódott. A hét órán át tartó operáció után Mario Igor Rossello ortopédsebész úgy nyilatkozott, hogy mérsékelten elégedett.
Végül április 24-én engedték ki a kórházból.

#### 2012-től
2012 januárjában a lengyel pilóta korábbi felépülését követően újra eltörte az egyik lábát, azonban az év végére visszatért a raliversenyzéshez.
2013-ban és 2014-ben is ralikon vett részt elsősorban, és bár a Mercedesnél volt lehetősége 2013 végén szimulátorral tesztelni, visszatérését mégsem tartotta lehetségesnek a Formula–1-be.

#### A visszatérés – 2018–2019

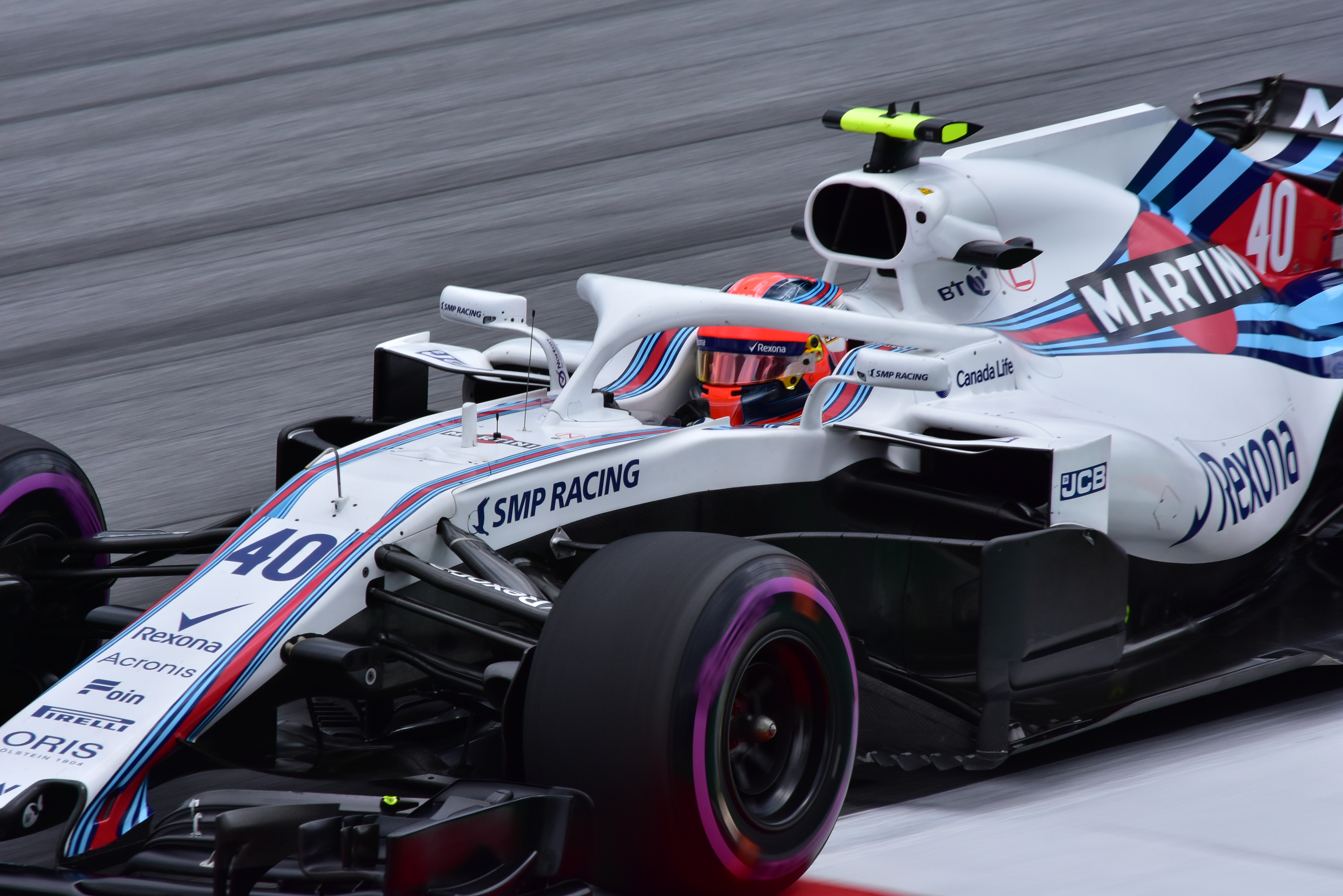
Kubica a 2018-as osztrák nagydíj szabadedzésén.

2017-ben felmerült, hogy Kubica visszatérhet a Formula–1-be, miután több tesztet is lebonyolított a Renault istállóval, és képes volt hosszabb távokat az elvárt szinten teljesíteni. Ezután a Williams istállóhoz került, ahol sokáig esélyesnek tartották a 2018-as szezon egyik ülésére is a fiatal Lance Stroll mellé, azonban végül az orosz Szergej Szirotkin kapta meg a lehetőséget. Kubica tesztpilótaként segítette a csapatot, szabadedzéseken is részt vett a szezon folyamán.
2018 novemberében ismét arról kezdett írni a sajtó, hogy Kubica egy lengyel olajtársaság, a PKN Orlen támogatásával visszatérhet a Formula–1 mezőnyébe. 2018. november 22-én hivatalosan is bejelentették, hogy a lengyel pilóta 2019-ben a Williams versenyzőjeként áll rajthoz, csapattársa az újonc George Russell lesz. A szezont a 88-as rajtszámmal teljesíti, amelyet utoljára Rio Haryanto használt 2016-ban.
A szezon nehezen kezdődött, hiszen a Williams nem készült el időben a Williams FW42 nevet viselő versenyautóval, így ennek eredményeképpen az istálló kihagyni kényszerült a szezon előtti tesztek első napjait. Az autó gyenge teljesítménye rányomta a bélyeget az egész évre: több másodperces hátránnyal küszködtek a többi alakulat mögött. Azonban idény során egy alkalommal sikerült szereznie pontot Kubicának. A német nagydíjon eredetileg a 12. helyen látta meg a kockás zászlót, azonban Kimi Räikkönen és Antonio Giovinazzi büntetéseinek következtében a 10. pozícióban értékelték eredményét. Az orosz nagydíjat alkatrészhiány miatt fel kellett adnia. Ez, valamint a csapattal való rossz viszonya vezetett a szeptember 19.-ei bejelentéshez, miszerint Kubica távozik a Williamstől.
2020-ban a Alfa Romeo F1 tartalék pilótája lett, mellyel továbbá a svájci istállóhoz érkezett egy jelentős támogató, az Orlen nevű lengyel olajcég személyében.

### Sportautózás
2020. február 13-án bejelentették, hogy rajthoz áll egy privát BMW-s alakulattal, a francia ART Grand Prix-el a 2020-as DTM-szezonban.
Indult a 2021-es Daytonai 24 óráson az USA-ban, de végül feladni kényszerült a viadalt. A 2021-es Le Mans-i 24 órás versenyen kínai csapattársa, Dzse Dzsefej alatt az LMP2-es kategória éléről állt meg az autó, amely miatt végül helyezést sem értek el. 2021. szeptember 19-én megnyerték az európai Le Mans-széria spái viadalát, amivel megszerezték a bajnoki címet. Még ebben az évben a WEC-ben is indult az utolsó két fordulóban, Bahreinben ugyancsak a High Class színeiben.
2022. január 12-én a Prema Racing új LMP2-es projektében kapott helyet a 2022-es WEC-szezonra. Csapattársa Louis Delétraz lett, aki korábban a WRT-nél is a társa volt, valamint harmadik társuk az olasz Lorenzo Colombo lett. Minden fordulóban pontot szereztek, ezek közül a Le Mans-i 24 órás emelkedett ki, amelyen az LMP2-es kategória 2. helyén értek célba a #38-as Jota alakulata mögött.

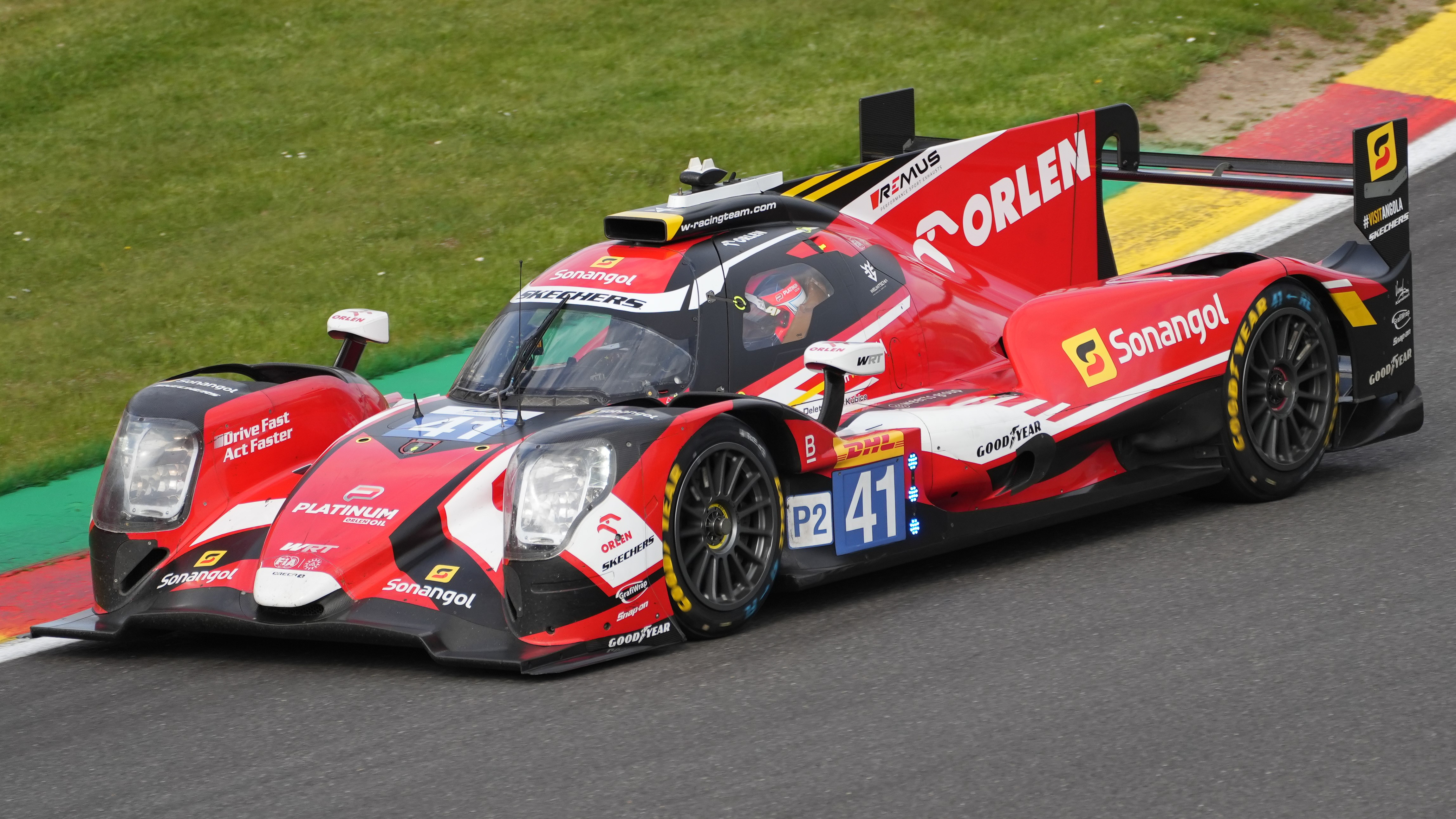
Kubica a 2023-as spái 6 órás versenyen.

2023-ra visszatért a belga WRT-hez csakúgy, mint Delétraz is, de már a világbajnoki mezőnyben. A csapattal élmenőkké léptek elő. Le Mans-ban újra a 2. helyet érték el, ezúttal Rui Andradéval kiegészülve. A széria történetének utolsó LMP2-es futamán, a szezonzáró bahreini viadalon a 10. helyről indulva győzedelmeskedtek, megszerezve a géposztály utolsó bajnoki címét.
2023. novemberében az AF Corse bejelentette, hogy Kubia az egyetlen privát Ferrari 499P Hypercar-t fogja vezetni a WEC csúcskategóriájában, 2024-ben. 2024 januárjában az is kiderült, hogy 2021 után visszatér az ELMS-be is, továbbra is az Orlen támogatásával, az AO by TF csapat alkalmazásában, az LMP2-ben.

## Eredményei

### Karrier összefoglaló
| Szezon | Bajnokság                        | Csapat                      | Verseny                     | Győzelem                    | Pole                        | Leggyorsabb kör             | Dobogós helyezés            | Pont                        | Helyezés                    |
| ------ | -------------------------------- | --------------------------- | --------------------------- | --------------------------- | --------------------------- | --------------------------- | --------------------------- | --------------------------- | --------------------------- |
| 2001   | Formula Renault 2000 Európa-kupa | RC Motorsport               | 10                          | 0                           | 1                           | 0                           | 1                           | 46                          | 14.                         |
| 2001   | Olasz Formula Renault 2000       | RC Motorsport               | 5                           | 0                           | 0                           | 1                           | 1                           | 27                          | 13.                         |
| 2002   | Formula Renault 2000 Európa-kupa | RC Motorsport               | 8                           | 0                           | 1                           | 0                           | 2                           | 80                          | 7.                          |
| 2002   | Olasz Formula Renault 2000       | RC Motorsport               | 10                          | 4                           | 3                           | 5                           | 6                           | 188                         | 2.                          |
| 2002   | Brazil Formula Renault 2000      | RS2                         | 1                           | 1                           | 1                           | 1                           | 1                           |                             | HN†                         |
| 2003   | Formula–3 Euroseries             | Prema Powerteam             | 14                          | 1                           | 0                           | 3                           | 2                           | 31                          | 12.                         |
| 2003   | Brit Formula−3-bajnokság         | Prema Powerteam             | 2                           | 0                           | 0                           | 0                           | 0                           |                             | HN†                         |
| 2003   | Masters of Formula−3             | Prema Powerteam             | 1                           | 0                           | 0                           | 0                           | 0                           |                             | 33.                         |
| 2003   | Makaói nagydíj                   | Target Racing               | 1                           | 0                           | 0                           | 0                           | 0                           |                             | HN                          |
| 2003   | F3 Koreai Super Prix             | Target Racing               | 1                           | 0                           | 0                           | 0                           | 0                           |                             | 6.                          |
| 2004   | Formula–3 Euroseries             | Mücke Motorsport            | 20                          | 0                           | 0                           | 0                           | 3                           | 53                          | 7.                          |
| 2004   | Makaói nagydíj                   | Manor Motorsport            | 1                           | 0                           | 1                           | 1                           | 1                           |                             | 2.                          |
| 2005   | Formula Renault 3.5              | Epsilon Euskadi             | 17                          | 4                           | 3                           | 1                           | 11                          | 154                         | 1.                          |
| 2005   | Makaói nagydíj                   | Carlin Motorsport           | 1                           | 0                           | 0                           | 0                           | 1                           |                             | 2.                          |
| 2005   | Formula–1                        | Mild Seven Renault F1 Team  | Tesztversenyző              | Tesztversenyző              | Tesztversenyző              | Tesztversenyző              | Tesztversenyző              | Tesztversenyző              | Tesztversenyző              |
| 2006   | Formula–1                        | BMW Sauber F1 Team          | 6                           | 0                           | 0                           | 0                           | 1                           | 6                           | 16.                         |
| 2007   | Formula–1                        | BMW Sauber F1 Team          | 16                          | 0                           | 0                           | 0                           | 0                           | 39                          | 6.                          |
| 2008   | Formula–1                        | BMW Sauber F1 Team          | 18                          | 1                           | 1                           | 0                           | 7                           | 75                          | 4.                          |
| 2009   | Formula–1                        | BMW Sauber F1 Team          | 17                          | 0                           | 0                           | 0                           | 1                           | 17                          | 14.                         |
| 2010   | Formula–1                        | Renault F1 Team             | 19                          | 0                           | 0                           | 1                           | 3                           | 136                         | 8.                          |
| 2011   | Formula–1                        | Lotus Renault GP            | Tesztversenyző              | Tesztversenyző              | Tesztversenyző              | Tesztversenyző              | Tesztversenyző              | Tesztversenyző              | Tesztversenyző              |
| 2013   | Rali Európa-bajnokság            | PH Sport                    | 4                           | 0                           | –                           | –                           | 0                           | 17                          | 29.                         |
| 2013   | Rali2-világbajnokság             | Robert Kubica               | 7                           | 5                           | –                           | –                           | 6                           | 143                         | 1.                          |
| 2013   | Rali-világbajnokság              | Robert Kubica               | 8                           | 0                           | –                           | –                           | 0                           | 18                          | 13.                         |
| 2014   | Rali Európa-bajnokság            | RK M-Sport WRT              | 1                           | 1                           | –                           | –                           | 1                           | 39                          | 13.                         |
| 2014   | Rali-világbajnokság              | RK M-Sport World Rally Team | 13                          | 0                           | –                           | –                           | 0                           | 14                          | 16.                         |
| 2015   | Rali-világbajnokság              | Robert Kubica               | 11                          | 0                           | –                           | –                           | 0                           | 11                          | 12.                         |
| 2016   | Rali-világbajnokság              | BRC Racing Team             | 1                           | 0                           | –                           | –                           | 0                           | 0                           | HN                          |
| 2016   | Renault Sport-kupa – Pro         | Duqueine Engineering        | 1                           | 0                           | 0                           | 0                           | 0                           | 0                           | HN†                         |
| 2016   | Renault Sport Hosszútávú-kupa    | Duqueine Engineering        | 1                           | 0                           | 0                           | 0                           | 1                           | 0                           | HN†                         |
| 2017   | Formula–1                        | Renault Sport               | Tesztversenyző              | Tesztversenyző              | Tesztversenyző              | Tesztversenyző              | Tesztversenyző              | Tesztversenyző              | Tesztversenyző              |
| 2017   | Formula–1                        | Williams Martini Racing     | Tesztversenyző              | Tesztversenyző              | Tesztversenyző              | Tesztversenyző              | Tesztversenyző              | Tesztversenyző              | Tesztversenyző              |
| 2018   | Formula–1                        | Williams Martini Racing     | Tartalékversenyző           | Tartalékversenyző           | Tartalékversenyző           | Tartalékversenyző           | Tartalékversenyző           | Tartalékversenyző           | Tartalékversenyző           |
| 2019   | Formula–1                        | ROKiT Williams Racing       | 21                          | 0                           | 0                           | 0                           | 0                           | 1                           | 19.                         |
| 2020   | DTM                              | Orlen Team ART              | 18                          | 0                           | 0                           | 0                           | 1                           | 20                          | 15.                         |
| 2020   | Formula–1                        | Alfa Romeo Racing Orlen     | Teszt- és tartalékversenyző | Teszt- és tartalékversenyző | Teszt- és tartalékversenyző | Teszt- és tartalékversenyző | Teszt- és tartalékversenyző | Teszt- és tartalékversenyző | Teszt- és tartalékversenyző |
| 2021   | Európai Le Mans-széria           | Team WRT                    | 6                           | 3                           | 0                           | 0                           | 4                           | 118                         | 1.                          |
| 2021   | WEC - LMP2                       | Team WRT                    | 2                           | 0                           | 0                           | 0                           | 0                           | 10                          | 21.                         |
| 2021   | Formula–1                        | Alfa Romeo Racing Orlen     | 2                           | 0                           | 0                           | 0                           | 0                           | 0                           | 20.                         |
| 2022   | WEC - LMP2                       | Prema Orlen Team            | 6                           | 0                           | 0                           | 1                           | 1                           | 94                          | 5.                          |
| 2022   | Le Mans-i 24 órás - LMP2         | Prema Orlen Team            | 1                           | 0                           | 0                           | 0                           | 1                           | N/A                         | 2.                          |
| 2022   | Formula–1                        | Alfa Romeo F1 Team Orlen    | Teszt- és tartalékversenyző | Teszt- és tartalékversenyző | Teszt- és tartalékversenyző | Teszt- és tartalékversenyző | Teszt- és tartalékversenyző | Teszt- és tartalékversenyző | Teszt- és tartalékversenyző |
| 2023   | WEC - LMP2                       | Team WRT                    | 7                           | 3                           | 1                           | 0                           | 6                           | 173                         | 1.                          |
| 2023   | Le Mans-i 24 órás - LMP2         | Team WRT                    | 1                           | 0                           | 0                           | 0                           | 1                           | N/A                         | 2.                          |
| 2024   | WEC - Hypercar                   | AF Corse                    | 8                           | 1                           | 0                           | 0                           | 1                           | 57                          | 9.                          |
| 2024   | Európai Le Mans-széria           | AO by TF                    | 4                           | 1                           | 0                           | 0                           | 2                           | 89                          | 1.                          |
| 2025   | WEC - Hypercar                   | AF Corse                    | 4                           | 1                           | 0                           | 0                           | 2                           | 89                          | 2.*                         |
| 2025   | Le Mans-i 24 órás - Hypercar     | AF Corse                    | 1                           | 1                           | 0                           | 0                           | 1                           | N/A                         | 1.                          |

† Vendégversenyzőként nem volt jogosult pontszerzésre.
* A szezon jelenleg is zajlik

### Teljes Formula–1-es eredménysorozata
(Táblázat értelmezése)

(Félkövér: pole-pozícióból indult; dőlt: leggyorsabb kört futott) 

| Év   | Csapat     | 1       | 2      | 3      | 4      | 5      | 6      | 7       | 8      | 9      | 10     | 11     | 12     | 13      | 14     | 15     | 16     | 17     | 18     | 19     | 20     | 21     | 22     | Helyezés | Pont |
| ---- | ---------- | ------- | ------ | ------ | ------ | ------ | ------ | ------- | ------ | ------ | ------ | ------ | ------ | ------- | ------ | ------ | ------ | ------ | ------ | ------ | ------ | ------ | ------ | -------- | ---- |
| 2006 | BMW Sauber | BHR Tp  | MAL Tp | AUS Tp | SMR Tp | EUR Tp | ESP Tp | MON Tp  | GBR Tp | CAN Tp | USA Tp | FRA Tp | GER Tp | HUN Kiz | TUR 12 | ITA 3  | CHN 13 | JPN 9  | BRA 9  |        |        |        |        | 16.      | 6    |
| 2007 | BMW Sauber | AUS Ki  | MAL 18 | BHR 6  | ESP 4  | MON 5  | CAN Ki | USA Sér | FRA 4  | GBR 4  | EUR 7  | HUN 5  | TUR 8  | ITA 5   | BEL 9  | JPN 7  | CHN Ki | BRA 5  |        |        |        |        |        | 6.       | 39   |
| 2008 | BMW Sauber | AUS Ki  | MAL 2  | BHR 3  | ESP 4  | TUR 4  | MON 2  | CAN 1   | FRA 5  | GBR Ki | GER 7  | HUN 8  | EUR 3  | BEL 6   | ITA 3  | SIN 11 | JPN 2  | CHN 6  | BRA 11 |        |        |        |        | 4.       | 75   |
| 2009 | BMW Sauber | AUS 14† | MAL Ki | CHN 13 | BHR 18 | ESP 11 | MON Ki | TUR 7   | GBR 13 | GER 14 | HUN 13 | EUR 8  | BEL 4  | ITA Ki  | SIN 8  | JPN 9  | BRA 2  | UAE 10 |        |        |        |        |        | 14.      | 17   |
| 2010 | Renault    | BHR 11  | AUS 2  | MAL 4  | CHN 5  | ESP 8  | MON 3  | TUR 6   | CAN 7  | EUR 5  | GBR Ki | GER 7  | HUN Ki | BEL 3   | ITA 8  | SIN 7  | JPN Ki | KOR 5  | BRA 9  | UAE 5  |        |        |        | 8.       | 136  |
| 2018 | Williams   | AUS     | BHR    | CHN    | AZE    | ESP Tp | MON    | CAN     | FRA    | AUT Tp | GBR    | GER    | HUN    | BEL     | ITA    | SIN    | RUS    | JPN    | USA    | MEX    | BRA    | UAE Tp |        | —        | —    |
| 2019 | Williams   | AUS 17  | BHR 16 | CHN 17 | AZE 16 | ESP 18 | MON 18 | CAN 18  | FRA 18 | AUT 20 | GBR 15 | GER 10 | HUN 19 | BEL 17  | ITA 17 | SIN 16 | RUS Ki | JPN 17 | MEX 18 | USA Ki | BRA 16 | UAE 19 |        | 19.      | 1    |
| 2020 | Alfa Romeo | AUT     | STY Tp | HUN Tp | GBR    | 70 Tp  | ESP    | BEL     | ITA    | TOS    | RUS    | EIF    | POR    | EMI     | TUR    | BHR Tp | SAK    | UAE Tp |        |        |        |        |        | —        | —    |
| 2021 | Alfa Romeo | BHR     | EMI    | POR    | ESP Tp | MON    | AZE    | FRA     | STY Tp | AUT    | GBR    | HUN Tp | BEL    | NED 15  | ITA 14 | RUS    | TUR    | USA    | MEX    | BRA    | QAT    | SAU    | UAE    | 20.      | 0    |
| 2022 | Alfa Romeo | BHR     | SAU    | AUS    | EMI    | MIA    | ESP Tp | MON     | AZE    | CAN    | AUT    | GBR    | FRA Tp | HUN Tp  | BEL    | NED    | ITA    | SIN    | JPN    | USA    | MEX    | BRA    | UAE Tp | —        | —    |

† A versenyt nem fejezte be, de helyezését értékelték, mert a versenytáv több, mint 90%-át teljesítette.

### Teljes DTM eredménylistája
(Táblázat értelmezése)

(Félkövér: pole-pozícióból indult; dőlt: leggyorsabb kört futott) 

| Év   | Csapat             | 1        | 2        | 3        | 4        | 5        | 6        | 7        | 8        | 9        | 10       | 11       | 12       | 13       | 14       | 15       | 16      | 17      | 18       | Helyezés | Pont |
| ---- | ------------------ | -------- | -------- | -------- | -------- | -------- | -------- | -------- | -------- | -------- | -------- | -------- | -------- | -------- | -------- | -------- | ------- | ------- | -------- | -------- | ---- |
| 2020 | BMW Orlen Team ART | SPA 1 14 | SPA 2 14 | LAU 1 13 | LAU 2 13 | LAU 1 16 | LAU 2 16 | ASS 1 10 | ASS 2 14 | NÜR 1 16 | NÜR 2 12 | NÜR 1 13 | NÜR 2 Ki | ZOL 1 14 | ZOL 2 12 | ZOL 1 Ki | ZOL 2 3 | HOC 1 8 | HOC 2 15 | 15.      | 20   |

* A szezon jelenleg is zajlik.
† A versenyt nem fejezte be, de helyezését értékelték, mert a versenytáv több, mint 75%-át teljesítette.

### Teljes Európai Le Mans-széria eredménylistája
| Év   | Csapat   | Osztály | Autó     | 1     | 2     | 3     | 4     | 5     | 6     | Helyezés | Pont |
| ---- | -------- | ------- | -------- | ----- | ----- | ----- | ----- | ----- | ----- | -------- | ---- |
| 2021 | Team WRT | LMP2    | Oreca 07 | CAT 1 | RBR 1 | LEC 5 | MNZ 4 | SPA 1 | ALG 2 | 1.       | 118  |
| 2024 | AO by TF | LMP2    | Oreca 07 | CAT 7 | LEC 3 | IMO 2 | SPA 1 | MUG 5 | ALG 2 | 1.       | 93   |

### Daytonai 24 órás autóverseny
| Év   | Csapat            | Csapattárs                                          | Autó            | Kategória | Kör | Összetett Helyezés | Kategória Helyezés |
| ---- | ----------------- | --------------------------------------------------- | --------------- | --------- | --- | ------------------ | ------------------ |
| 2021 | High Class Racing | Habsburg Ferdinánd Dennis Andersen Anders Fjordbach | Oreca 07-Gibson | LMP2      | 56  | Kiesett            | Kiesett            |

### Le Mans-i 24 órás autóverseny
| Év   | Csapat           | Csapattárs                     | Autó            | Kategória | Kör | Összetett Helyezés | Kategória Helyezés |
| ---- | ---------------- | ------------------------------ | --------------- | --------- | --- | ------------------ | ------------------ |
| 2021 | Team WRT         | Louis Delétraz Je Jifei        | Oreca 07-Gibson | LMP2      | 362 | HN                 | HN                 |
| 2022 | Prema Orlen Team | Louis Delétraz Lorenzo Colombo | Oreca 07-Gibson | LMP2      | 369 | 6.                 | 2.                 |
| 2023 | Team WRT         | Louis Delétraz Rui Andrade     | Oreca 07-Gibson | LMP2      | 328 | 11.                | 2.                 |
| 2024 | AF Corse         | Robert Svarcman Je Jifei       | Ferrari 499P    | Hypercar  | 248 | Ki                 | Ki                 |
| 2025 | AF Corse         | Phil Hanson Je Jifei           | Ferrari 499P    | Hypercar  | 387 | 1.                 | 1.                 |

### Teljes WEC eredménysorozata
(Táblázat értelmezése)

(Félkövér: pole-pozícióból indult; dőlt: leggyorsabb kört futott) 

| Év   | Csapat            | Osztály  | Autó         | 1     | 2     | 3      | 4      | 5      | 6     | 7      | 8     | Helyezés | Pont |
| ---- | ----------------- | -------- | ------------ | ----- | ----- | ------ | ------ | ------ | ----- | ------ | ----- | -------- | ---- |
| 2021 | High Class Racing | LMP2     | Oreca 07     | SPA   | ALG   | MNZ    | LMS    | SPA 8  | BHR 8 |        |       | 21.      | 10   |
| 2022 | Prema Orlen Team  | LMP2     | Oreca 07     | SEB 4 | SPA 7 | LMS 2  | MNZ 6  | FUJ 6  | BHR 4 |        |       | 5.       | 94   |
| 2023 | Team WRT          | LMP2     | Oreca 07     | SEB 4 | ALG 3 | SPA 1  | LMS 2  | MNZ 3  | FUJ 1 | BHR 1  |       | 1.       | 173  |
| 2024 | AF Corse          | Hypercar | Ferrari 499P | QAT 4 | IMO 8 | SPA 8  | LMS Ki | SÃO 11 | COA 1 | FUJ 12 | BHR 8 | 9.       | 57   |
| 2025 | AF Corse          | Hypercar | Ferrari 499P | QAT 2 | IMO 4 | SPA 15 | LMS 1  | SÃO    | COA   | FUJ    | BHR   | 2.*      | 89*  |

* A szezon jelenleg is zajlik.

### Teljes Rali-világbajnokság eredménysorozata
(Táblázat értelmezése)

(Félkövér: pole-pozícióból indult; dőlt: leggyorsabb kört futott) 

| Év   | Csapat                      | Autó               | 1      | 2      | 3      | 4      | 5     | 6      | 7      | 8      | 9      | 10    | 11     | 12     | 13     | 14  | Helyezés | Pont |
| ---- | --------------------------- | ------------------ | ------ | ------ | ------ | ------ | ----- | ------ | ------ | ------ | ------ | ----- | ------ | ------ | ------ | --- | -------- | ---- |
| 2013 | Robert Kubica               | Citroën DS3 RRC    | MON    | SWE    | MEX    | POR 19 | ARG   | GRE 11 | ITA 9  | FIN 9  | GER 5  | AUS   | FRA 9  | ESP 9  |        |     | 13.      | 18   |
| 2013 | Abu Dhabi Citroën Total WRT | Citroën DS3 WRC    |        |        |        |        |       |        |        |        |        |       |        |        | GBR Ki |     | 13.      | 18   |
| 2014 | RK M-Sport WRT              | Ford Fiesta RS WRC | MON Ki | SWE 24 | MEX Ki | POR Ki | ARG 6 | ITA 8  | POL 20 | FIN 34 | GER Ki | AUS 9 | FRA Ki | ESP 17 | GBR 11 |     | 16.      | 14   |
| 2015 | Robert Kubica               | Ford Fiesta RS WRC | MON Ki | SWE 20 | MEX 18 | ARG    | POR 9 | ITA 30 | POL 8  | FIN Ki | GER 35 | AUS   | FRA 22 | ESP 11 | GBR 8  |     | 12.      | 11   |
| 2016 | BRC Racing Team             | Ford Fiesta RS WRC | MON Ki | SWE Ni | MEX    | ARG    | POR   | ITA    | POL    | FIN    | GER    | CHN T | FRA    | ESP    | GBR    | AUS | HN       | 0    |

### Teljes Rali2-világbajnokság eredménysorozata
| Év   | Csapat        | Autó            | 1   | 2   | 3   | 4     | 5   | 6     | 7     | 8     | 9     | 10  | 11    | 12    | 13  | Helyezés | Pont |
| ---- | ------------- | --------------- | --- | --- | --- | ----- | --- | ----- | ----- | ----- | ----- | --- | ----- | ----- | --- | -------- | ---- |
| 2013 | Robert Kubica | Citroën DS3 RRC | MON | SWE | MEX | POR 6 | ARG | GRE 1 | ITA 1 | FIN 2 | GER 1 | AUS | FRA 1 | ESP 1 | GBR | 1.       | 143  |